# Papilio montrouzieri
Papillon bleu calédonien
Espèce

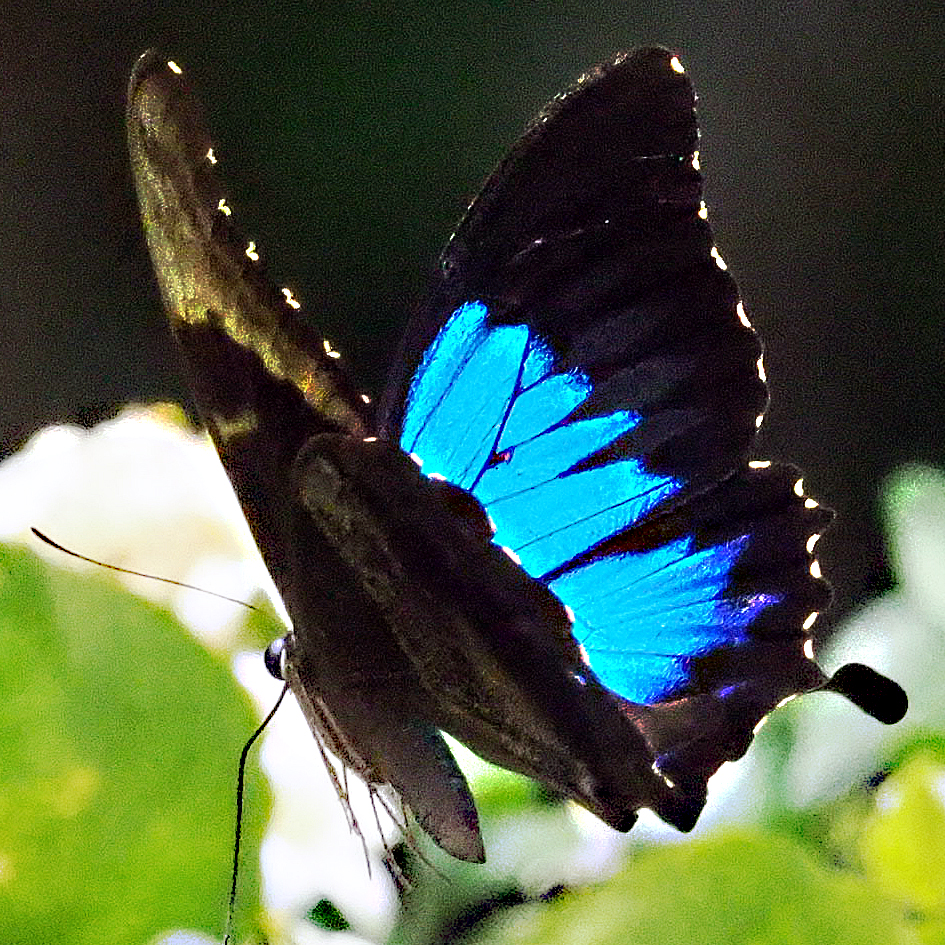
Papilio montrouzieri mâle en vol Nouvelle Calédonie

Papilio montrouzieri, le Ulysse de Montrouzier, est une espèce de lépidoptères (papillons) qui appartient à la famille des Papilionidae, à la sous-famille des Papilioninae et au genre Papilio.

## Dénomination
Il a été nommé Papilio montrouzieri par Jean-Baptiste Alphonse Dechauffour de Boisduval en 1859.
Le nom d'espèce commémore Xavier Montrouzier (1820-1897).

## Nom vernaculaire
Papilio montrouzieri a pour nom vernaculaire « Papillon bleu ».

## Description
Papilio montrouzieri est un très grand papillon au vol capricieux, dont la face supérieure des ailes est d'un bleu métallique intense bordé largement à très largement de noir. Les ailes postérieures ont une « queue ».

### Chenille et chrysalide
La chenille est blanche avec le dos vert.

## Biologie
Le cycle dure 40 à 48 jours et l'imago vole 2 à 3 mois.

### Plantes hôtes
Les plantes hôtes de sa chenille sont une Rutaceae le bolé (Acronychia laevis) (et peut-être d'autres espèces de Rutaceae) ainsi que Citrus aurantifolia et Zieridium.

## Écologie et distribution
Il réside uniquement en Nouvelle-Calédonie.

### Biotope
Papilio montrouzieri est inféodé à la forêt humide de Nouvelle-Calédonie.

### Protection
Espèce commune mais protégée depuis l'assemblée de la Province sud de Nouvelle-Calédonie du 18 février 2009 (annexe 2 catégorie insecte). 

## Philatélie
Ce papillon figure sur des timbres-poste de Nouvelle-Calédonie de 1967 (valeur faciale : 7 F) et de 2014 (valeur faciale : 180 F).